# Greensboro
Cet article concerne la ville américaine située en Caroline du Nord. Pour les autres significations, voir Greensboro (homonymie).
Greensboro (prononcé en anglais : [ˈɡriːnzbʌroʊ]) est une ville américaine, siège du comté de Guilford en Caroline du Nord. Plus grande ville de la région de Piedmont Triad, elle est située à l'intersection des Interstate highways 85 et 40. Lors du recensement des États-Unis de 2010, la ville compte 269 666 habitants, tandis que la zone métropolitaine de Greensboro-High Point compte 714 765 habitants. Greensboro est au cœur d'une région urbaine (Triade de Piedmont) qui compte 1 581 122 habitants, la deuxième de Caroline du Nord derrière celle de Charlotte et devant celle de Raleigh.

## Histoire
Fondée en 1808, la ville est nommée Greensborough (orthographe d'avant 1895) en hommage au général Nathanael Greene, héros de la bataille de Guilford Court House, le 15 mars 1781. Les Américains perdent la bataille mais cette victoire à la Pyrrhus ralentit assez les forces britanniques du général Charles Cornwallis pour permettre aux Américains de les défaire à la bataille de Yorktown, en octobre suivant.
En 1840, Greensboro est choisie par le gouvernement d'État et le gouverneur John Motley Morehead pour devenir un nœud ferroviaire. Les chemins de fer transportaient des marchandises pour les industries textiles qui s'étaient développées autour de Greensboro. Plusieurs de ces entreprises sont restées dans la ville jusqu'au XXIe siècle, mais bon nombre d'entre elles ont fait faillite. Greensboro reste un centre important du textile, les bureaux principaux de l'International Textile Group (Cone, Burlington Industries), Galey & Lord, Unifi, et VF Corporation (Wrangler, Lee, The North Face, Vanity Fair) y siègent encore.
Pendant le XIXe siècle, le chemin de fer clandestin[réf. nécessaire] a servi à faire passer des esclaves vers les États libres du nord des États-Unis.
Greensboro est connue pour être à l'avant-garde des questions d'égalité ethnique[réf. nécessaire], avec parfois pour résultat des événements connus au niveau national. Le 1er février 1960, des étudiants noirs ont décidé d'un mouvement non violent de révolte (des sit-ins) contre la discrimination et la ségrégation raciale, qui s’est par la suite propagé au niveau national.
Le 3 novembre 1979, des membres du Communist Workers' Party (groupe maoïste qui finira plus tard par rallier le Parti démocrate) tenaient un rassemblement anti-Ku Klux Klan, quand un groupe néo-nazi attaqua par surprise la manifestation. Cinq communistes moururent et il y eut sept blessés. Cet événement est connu comme la tuerie de Greensboro.

## Géographie
La ville a une surface totale de 283 km2 dont 271,2 km2 de terre et 11,8 km2 d'eau (4,16 % eau). La densité de population était de 953 hab./km².

## Climat
En janvier, la température moyenne est de 2,6 °C. En juillet, elle est de 24,9 °C. La moyenne des précipitations est de 1 082,5 mm par an.
| Mois                | Jan | Fev  | Mar  | Avr  | Mai  | Jun  | Jul  | Aoû  | Sep  | Oct  | Nov  | Déc | Année |
| ------------------- | --- | ---- | ---- | ---- | ---- | ---- | ---- | ---- | ---- | ---- | ---- | --- | ----- |
| temp. max °C        | 8,8 | 10,5 | 15,5 | 21,1 | 25,5 | 28,8 | 31,1 | 30   | 26,6 | 21,1 | 15,5 | 10  | 20.5  |
| mini température °C | -2  | -1   | 3    | 7,7  | 13   | 17   | 19   | 18,5 | 15   | 8,5  | 2,7  | -1  | 8.5   |
| Précipitations mm   | 84  | 84   | 97   | 81   | 91   | 97   | 112  | 104  | 84   | 86   | 74   | 81  | 1075  |
| Source: Weatherbase |     |      |      |      |      |      |      |      |      |      |      |     |       |

## Démographie
En 2000, parmi les 92 394 ménages, 27,5 % ont un enfant de moins de 18 ans vivant avec eux et 39,8 % des ménages mariés vivant ensemble. Dans la ville, 22,3 % de la population a moins de 18 ans, 14,1 % de 18 à 24 ans, 31,6 % de 25 à 44 ans, 20,2 % de 45 à 65 ans, et 11,9 % ont plus de 65 ans. l'âge moyen est de 33 ans.
Le revenu moyen pour un ménage est de 39 661 $ USD, le revenu moyen pour une famille de la ville est de 50 192 $ , et le revenu moyen par habitant est de 22 986 $. 12,3 % de la population soit 8,6 % des familles de la ville vivent au-dessous du seuil de pauvreté américain.
| Groupe            | Greensboro | Caroline du Nord | États-Unis |
| ----------------- | ---------- | ---------------- | ---------- |
| Blancs            | 48,4       | 68,5             | 72,4       |
| Afro-Américains   | 40,6       | 21,5             | 12,6       |
| Asiatiques        | 4,0        | 2,2              | 4,8        |
| Autres            | 3,9        | 4,4              | 6,4        |
| Métis             | 2,6        | 2,2              | 2,9        |
| Amérindiens       | 0,5        | 1,3              | 0,9        |
| Total             | 100        | 100              | 100        |
|                   |            |                  |            |
| Latino-Américains | 7,5        | 8,4              | 16,7       |

Selon l'American Community Survey, pour la période 2011-2015, 86,95 % de la population âgée de plus de 5 ans déclare parler anglais à la maison, alors que 6,14 % déclare parler l'espagnol, 1,0 % le vietnamien, 0,90 % une langue africaine, 0,62 % le français 0,60 % l'arabe et 3,79 % une autre langue.
| 1870 | 1880  | 1890  | 1900   | 1910   | 1920   |
| ---- | ----- | ----- | ------ | ------ | ------ |
| 497  | 2 105 | 3 317 | 10 035 | 15 895 | 19 861 |

| 1930   | 1940   | 1950   | 1960    | 1970    | 1980    |
| ------ | ------ | ------ | ------- | ------- | ------- |
| 53 569 | 59 319 | 74 389 | 119 574 | 144 076 | 155 642 |

| 1990    | 2000    | 2010    | - | - | - |
| ------- | ------- | ------- | - | - | - |
| 183 894 | 223 891 | 269 666 | - | - | - |

## Économie
Siège de la Honda Aircraft Company créée en 2003 par Honda pour produire l'avion Honda HA-420 HondaJet.
Siège de la Cone Mills Corporation, leader mondial dans la fabrication de textiles comme le velours côtelé, la flanelle, le denim et d'autres tissus de coton pendant la majeure partie du 20e siècle jusqu'à sa fermeture en 2004.

## Éducation

### Universités
- Bennett College pour femmes
- Greensboro College
- Guilford College
- Guilford Technical Community College
- Elon University School of Law (ouvre en août 2006)
- Université agricole et technique d'État de Caroline du Nord
- Université de Caroline du Nord à Greensboro

### Académie
- American Hebrew Academy
- Oak Ridge Military Academy

### Écoles privées
- Canterbury School
- Greensboro Day School

### Écoles publiques
- Grimsley High School
- Walter Hines Page High School
- Dudley High School
- Eastern Guilford High School
- Western Guilford High School
- The Early College at Guilford
- Smith High School
- Northwest Guilford High School
- Southern Guilford High School
- Northeast Guilford High School
- Southeast Guilford High School
- Southwest Guilford High School

## Monuments

### Buildings
- Jefferson Pilot Building : 114 m, 20 étages (1990)
- Jefferson Standard Building : 71 m, 18 étages (1923)
- 201 North Elm Street : 71 m, 16 étages (1967)

### Parcs
- The Bog Garden
- Bicentennial Garden
- Greensboro Center City Park
- Greensboro Arboretum

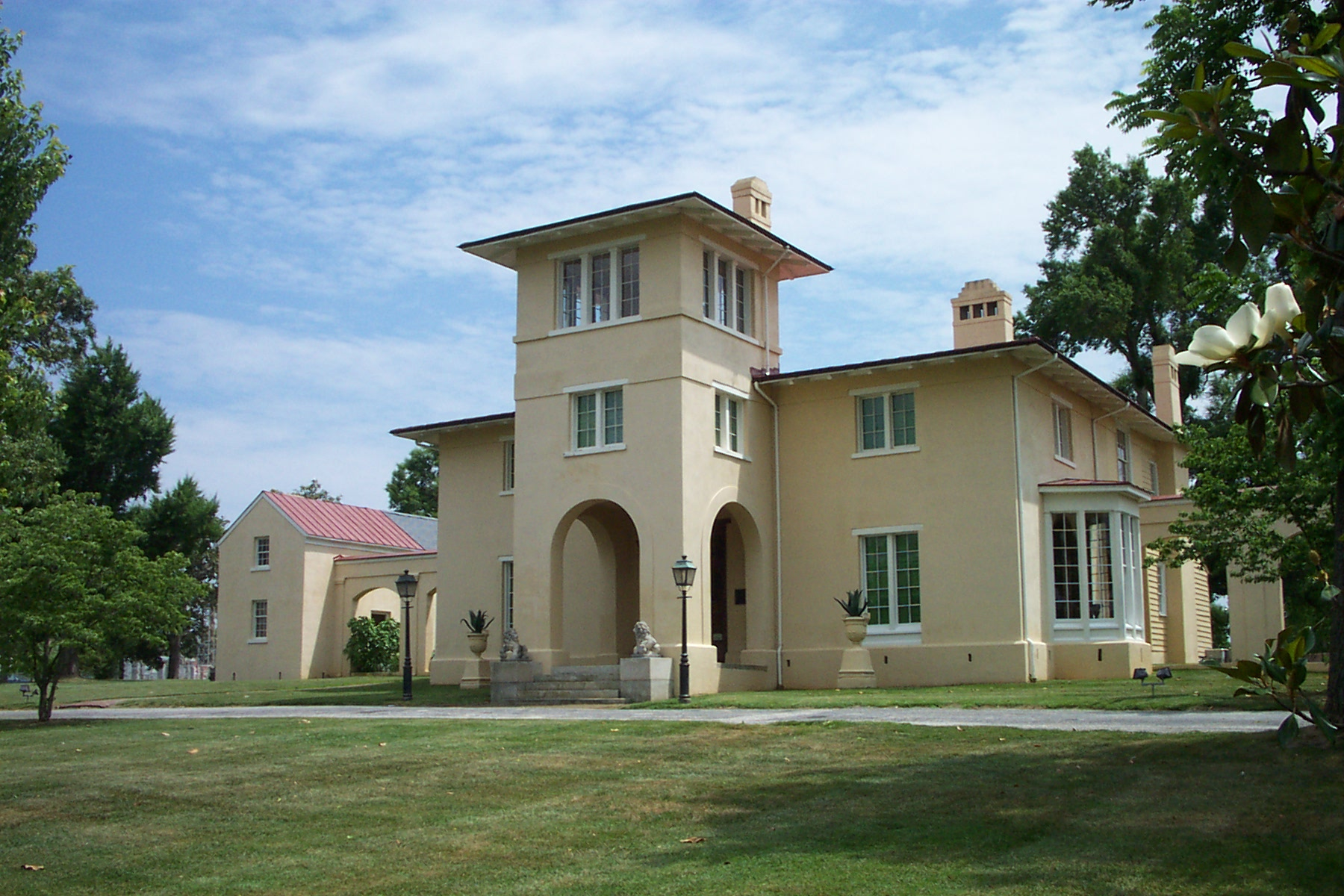
Tuscan Villa, conçue par Alexander Jackson Davis dans le Blandwood Mansion and Gardens

- Blandwood Mansion and Gardens a été construit en 1795, et a connu deux agrandissements, le premier en 1822. En 1844 par Alexander Jackson Davis est chargé de la deuxième modification. Il double la surface du bâtiment en ajoutant une aile de style italianisant. Cette villa Tuscan (villa toscane) est l'exemple le plus ancien de ce style architectural aux États-Unis et a servi de résidence au gouverneur de l'État John Motley Morehead.

### Arts
- Carolina Theatre
- City Arts
- Community Theatre of Greensboro
- Eastern Music Festival
- The Flying Anvil
- Greensboro Ballet and School of Greensboro Ballet
- Greensboro Cultural Center
- Greensboro Opera Company
- Greensboro Symphony Orchestra
- Mattye Reed African American Heritage Museum
- Triad Stage
- Weatherspoon Art Museum

## Sports
La ville est le siège des Grasshoppers de Greensboro (en) (SAL), qui est l'équipe de baseball majeure de la ville, ils évoluent au First Horizon Park. Elle possède également une équipe de football, les Dynamo de la Caroline (USL). Le Chrysler Classic of Greensboro est le plus vieux tournoi de golf du PGA Tour.
En basket-ball, le Swarm de Greensboro évolue en NBA G League.
En hockey sur glace, les Gargoyles de Greensboro (en) évoluent en ECHL.
John Isner, joueur de tennis américain ayant figuré parmi les dix meilleurs mondiaux en simple, est né le 25 avril 1985 à Greensboro.

### Installations sportives
- First Horizon Park : il a été inauguré en 2005, ses locataires sont les Grasshoppers de Greensboro et il a coûté 21,5 millions $. Sa capacité est de 8 000 places.
- Greensboro Coliseum : il a été construit en 1959 et offre aux Gargoyles de Greensboro 21 273 places pour le hockey sur glace et 23 500 places pour le Swarm de Greensboro en basket-ball.

## Transport
Greensboro est desservie par l'aéroport international de Piedmont Triad qui dessert également Winston-Salem et High Point.
La ville est également un grand centre ferroviaire car les trains Crescent et Carolinian and Piedmont exploités par Amtrak connectent Greensboro avec New York, Philadelphie, Baltimore, Washington D.C., Richmond, Raleigh, Charlotte, Atlanta, Birmingham et La Nouvelle-Orléans.

## Jumelages
- Montbéliard (France)
- Chișinău (Moldavie)

## Personnalités
- Cornelia Strong (1877-1955), universitaire, astronome et mathématicienne. Elle y enseigne pendant quarante-trois ans.